# Van Buren (Arkansas)
Pour les articles homonymes, voir Van Buren.
La ville américaine de Van Buren (en anglais [væn ˈbjʊərən]) est le siège du comté de Crawford, dans l’Arkansas. En 2010, sa population s'élevait à 22 791 habitants.
Elle a été fondée en 1831 et baptisée en l'honneur de Martin Van Buren, 8e président des États-Unis, à l'époque secrétaire d'État fédéral. La ville est connue pour la bataille qui s'y est déroulée en 1862, pendant la guerre de Sécession, et pour avoir été frappée en 1996 par un ouragan.

## Démographie
| 1850 | 1860 | 1870 | 1880  | 1890  | 1900  |
| ---- | ---- | ---- | ----- | ----- | ----- |
| 549  | 979  | 985  | 1 029 | 2 291 | 2 573 |

| 1910  | 1920  | 1930  | 1940  | 1950  | 1960  |
| ----- | ----- | ----- | ----- | ----- | ----- |
| 3 878 | 5 224 | 5 182 | 5 422 | 6 413 | 6 787 |

| 1970  | 1980   | 1990   | 2000   | 2010   | - |
| ----- | ------ | ------ | ------ | ------ | - |
| 8 373 | 12 020 | 14 979 | 18 986 | 22 791 | - |

## Source
- (en) Cet article est partiellement ou en totalité issu de l’article de Wikipédia en anglais intitulé « Van Buren, Arkansas » (voir la liste des auteurs).